# دنی واتس
دنی واتس (انگلیسی: Danny Watts؛ زادهٔ ۳۱ دسامبر ۱۹۷۹) راننده خودروی مسابقه‌ای اهل بریتانیا است.